# Archibald Austin
Archibald Austin (* 11. August 1772 bei Buckingham, Buckingham County, Colony of Virginia; † 16. Oktober 1837 bei Buckingham Court House, Virginia) war ein US-amerikanischer Politiker. Zwischen 1817 und 1819 vertrat er den Bundesstaat Virginia im US-Repräsentantenhaus.

## Werdegang
Archibald Austin besuchte die öffentlichen Schulen seiner Heimat. Nach einem anschließenden Jurastudium und seiner Zulassung als Rechtsanwalt begann er im Buckingham County in diesem Beruf zu arbeiten. Gleichzeitig schlug er als Mitglied der Demokratisch-Republikanischen Partei eine politische Laufbahn ein. Zwischen 1815 und 1817 saß er im Abgeordnetenhaus von Virginia. Bei den Kongresswahlen des Jahres 1816 wurde Austin im 16. Wahlbezirk von Virginia in das US-Repräsentantenhaus in Washington, D.C. gewählt, wo er am 4. März 1817 die Nachfolge von John Randolph antrat (bis 3. März 1819). Er kandidierte nicht wieder und praktizierte als Anwalt.
Später wurde er Mitglied der Demokratischen Partei. In den Jahren 1832 und 1836 war er Wahlmann bei den Präsidentschaftswahlen, bei denen er Andrew Jackson bzw. Martin Van Buren seine Stimme gab. Von 1835 bis 1837 war er nochmals Abgeordneter im Staatsparlament.
Austin starb am 16. Oktober 1837. Er war Sklavenhalter.